# Усть-Кулатка (река)
Усть-Кулатка (в верховье Кулатка) — река в России, протекает в Ульяновской и Саратовской областях. Устье реки находится в 159 км по правому берегу реки Терешка. Длина реки составляет 34 км. Площадь водосборного бассейна — 387 км².
В 12 км от устья впадает река Арбалейка.

## Данные водного реестра
По данным государственного водного реестра России относится к Нижневолжскому бассейновому округу, водохозяйственный участок реки — Терешка от истока и до устья. Речной бассейн реки — Волга от верховий Куйбышевского водохр до впадения в Каспий.
Код объекта в государственном водном реестре — 11010001912112100010394.